# 孔祥复
孔祥复（1942年9月4日—2019年6月17日），生于四川重庆，原籍湖北阳新，中国分子生物学家。孔院士是国际上采用现代分子生物学方法进行中药研究的先驱者之一。他拥有三项与中药研究相关的美国专利。以上相关的研究在国际知名和顶尖杂志（如Sciences, nature, PNAS, JBC等）发表高水平论文384篇，论文已被引用数千次，其中单篇论文最多被引用近千次。

## 生平
國立中興大學農業化學系畢業後，1969年获美国范德堡大學药学院博士学位。香港大学分子生物学研究所讲座教授、所长。1999年当选为中国科学院院士。
80年代初，孔祥复院士首创单克隆抗体亲和纯化干扰素的技术方案。在创立国际上第一个重组人干扰素的工业化流程方面作出了关键性的贡献， 并取得重组人干扰素的晶体。
80年代中后期，孔院士开始了细胞信号传导、癌基因及发育生物学研究，完整系统地阐明了BMP-4基因在胚胎发育过程中的信号传导通路。阐明了Ras基因和肿瘤的关系，发现Ras基因引起癌变需要磷酸脂酶C及神经生长因子对Ras信号的作用。
由于孔院士在生物医学方面的卓越成就，1971年至1986年任美国罗氏制药公司分子生物研究所的生化部高级研究员、研究主任，1986年出任美国国立卫生研究院（NIH） 生化生理实验室主任，成为NIH中学术地位最高的华人科学家之一。先后获NIH杰出成就奖，NIH十大优秀实验室主任及香港地区杰出研究奖。近年，孔院士又继续在生物学方面开拓新的研究领域，并对神经及血液发生提出了多项创见。
香港回归后，出任香港大学分子生物学研究所所长及分子生物学讲座教授。2005年，就任香港中文大学“华南肿瘤学国家重点实验室”主任，讲座教授。2010年11月5日，被重庆中国人民解放军陆军军医大学西南医院聘为病理研究所终身教授、西南癌症中心名誉主任。此外还担任中山大学肿瘤防治中心教授。
2019年6月17日在重庆逝世，享年76岁。